# Limes

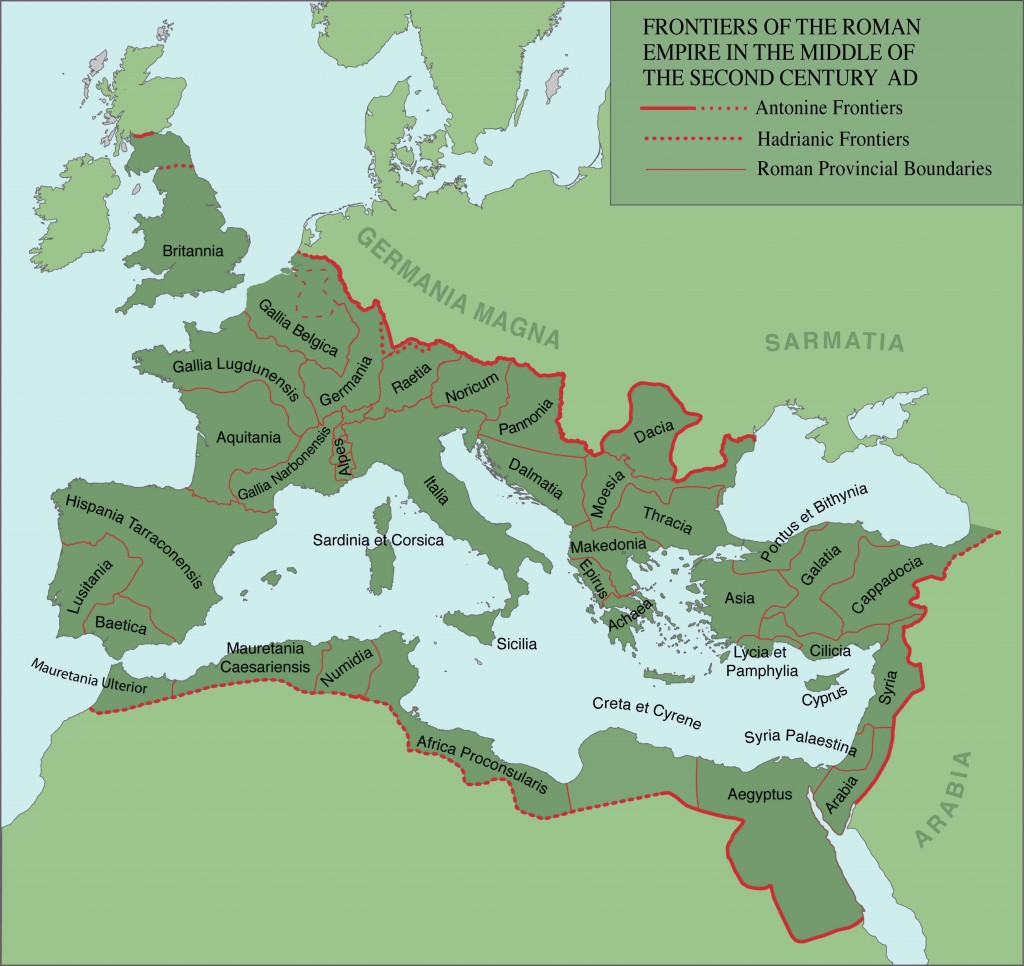
Przebieg rzymskiego Limes w II w.n.e.

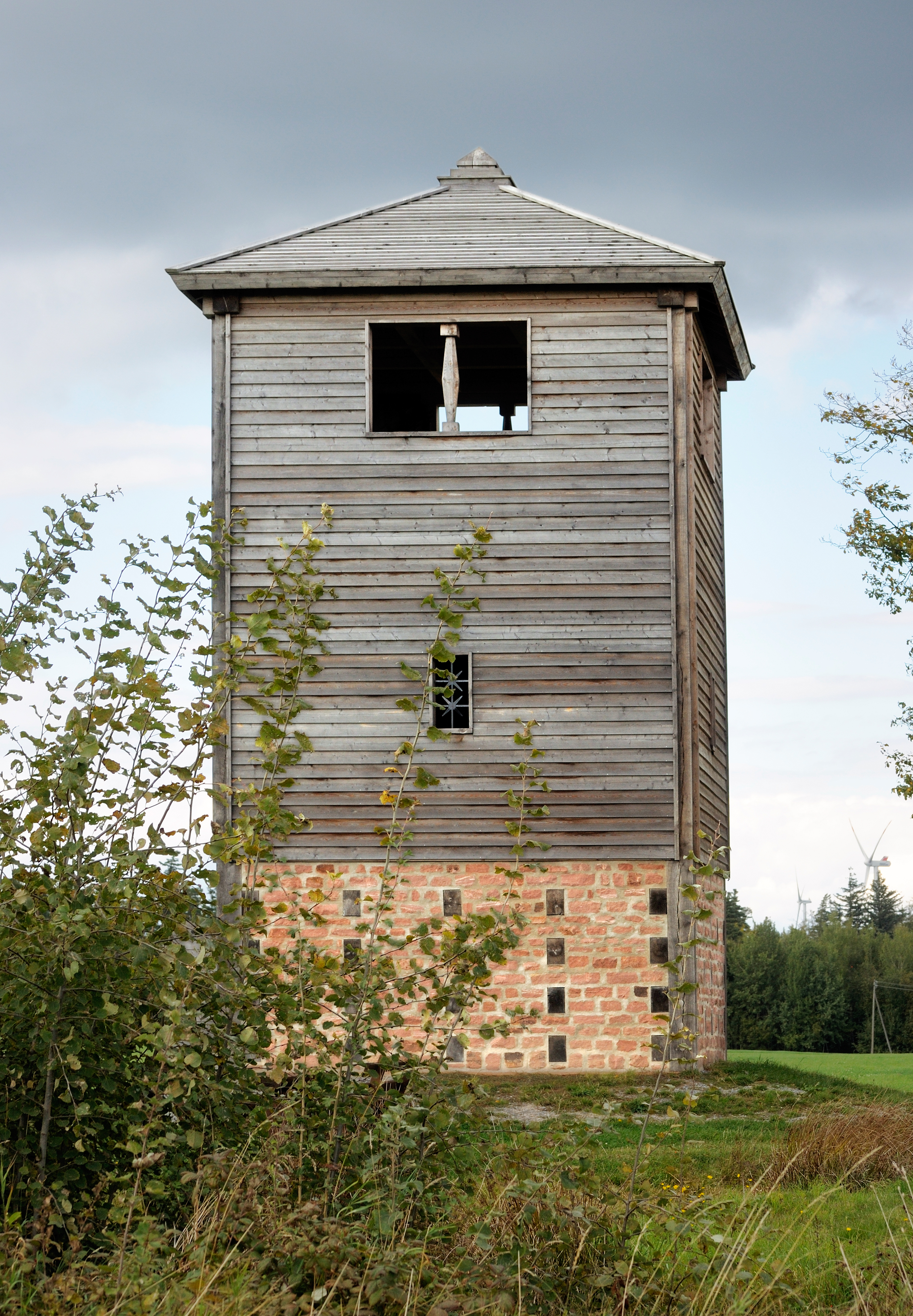
Rekonstrukcja wieży obserwacyjnej w okolicach tzw. castra Hainhaus

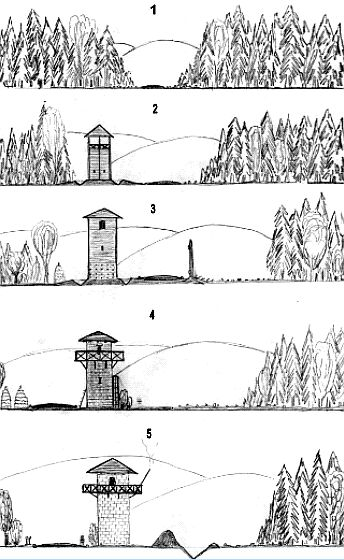
Fazy rozbudowy umocnień Limes na północnych granicach Cesarstwa Rzymskiego

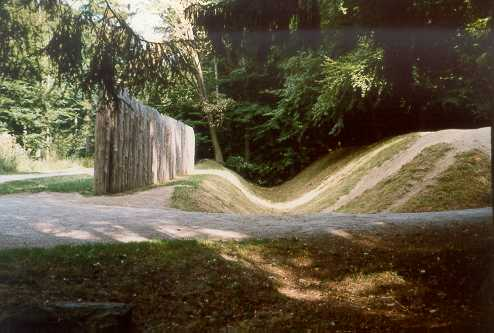
Rekonstrukcja palisady w okolicy Saalburga

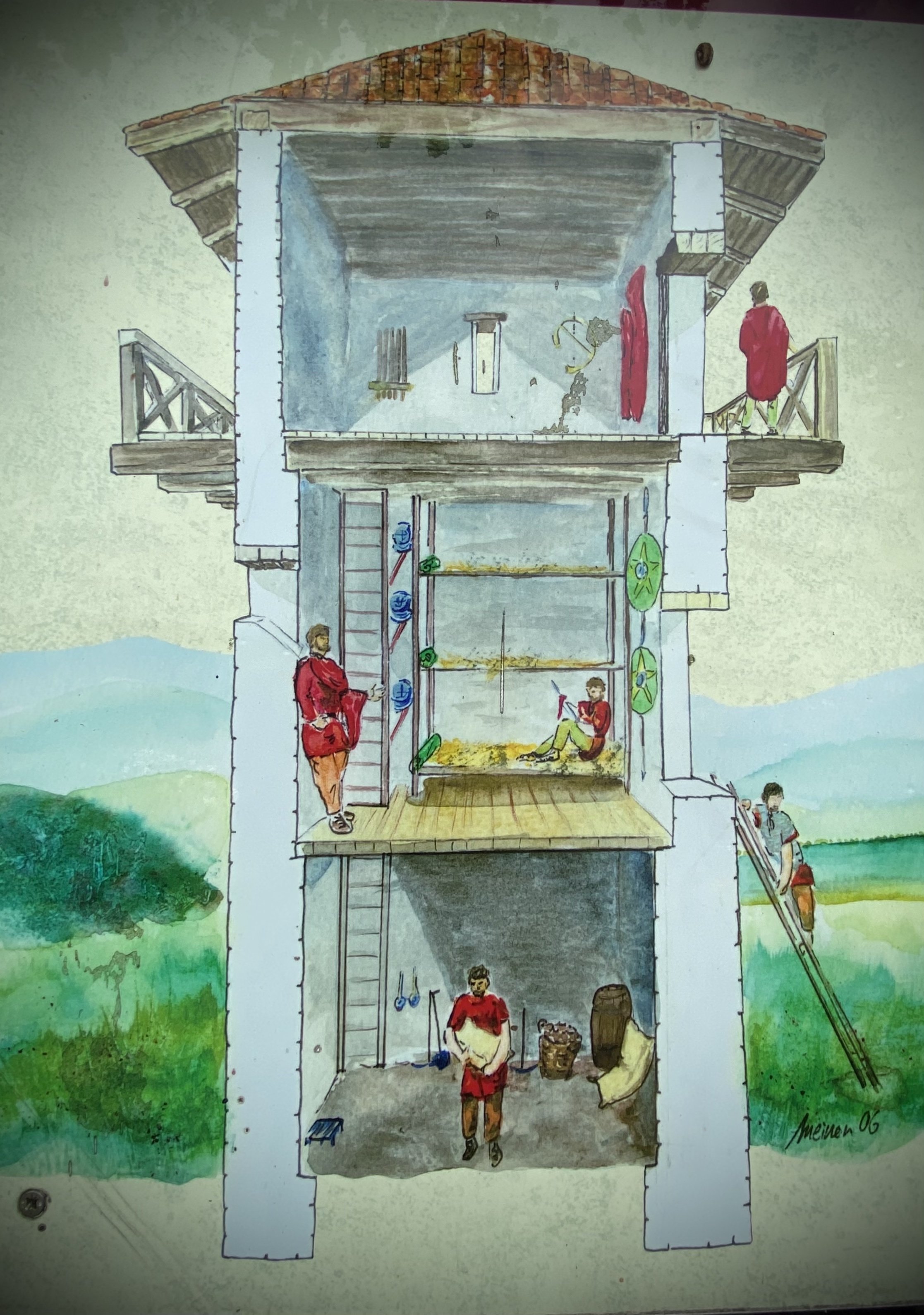
Przekrój wieży strażniczej w Limes

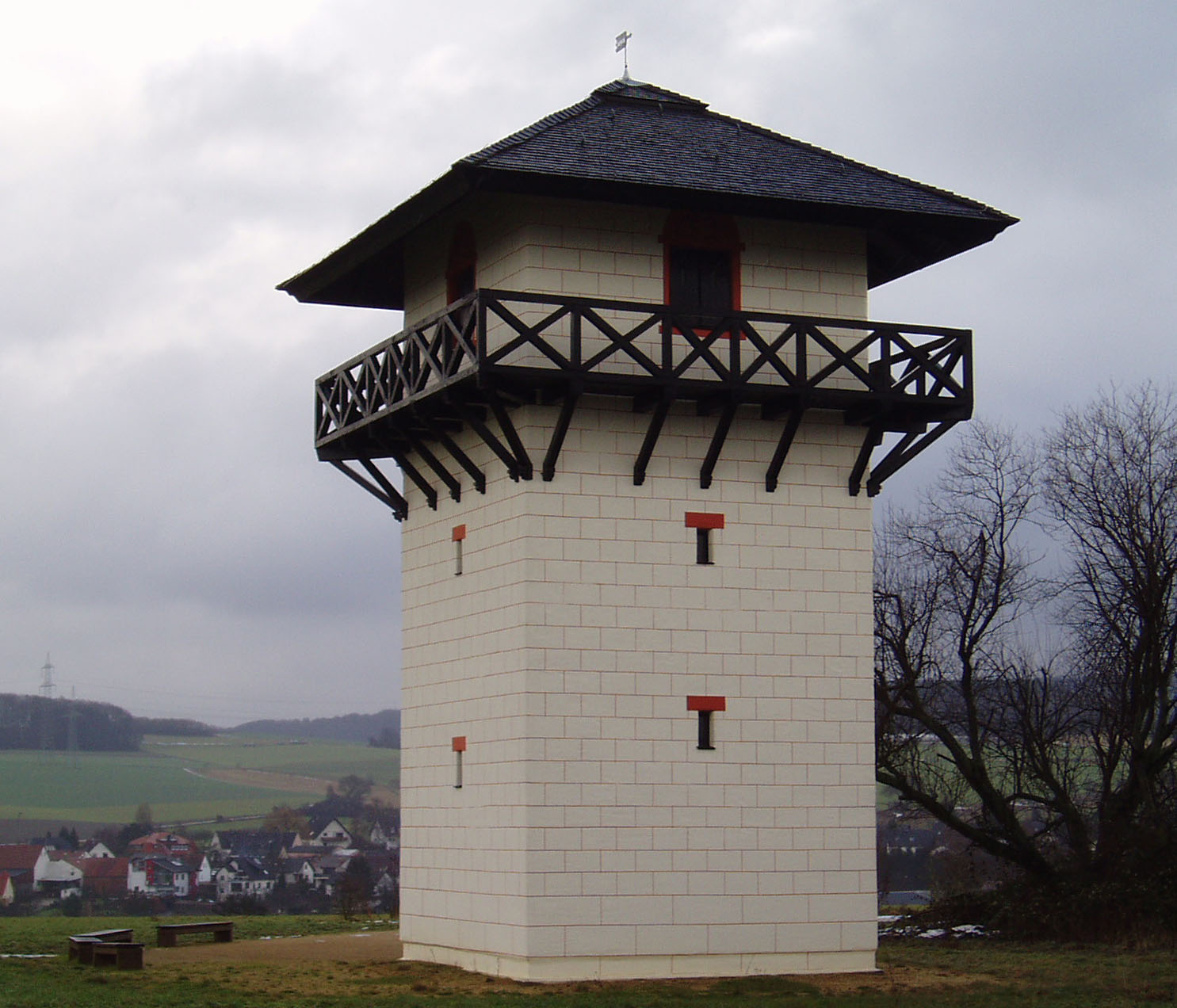
Rekonstrukcja wieży strażniczej w górach Taunus

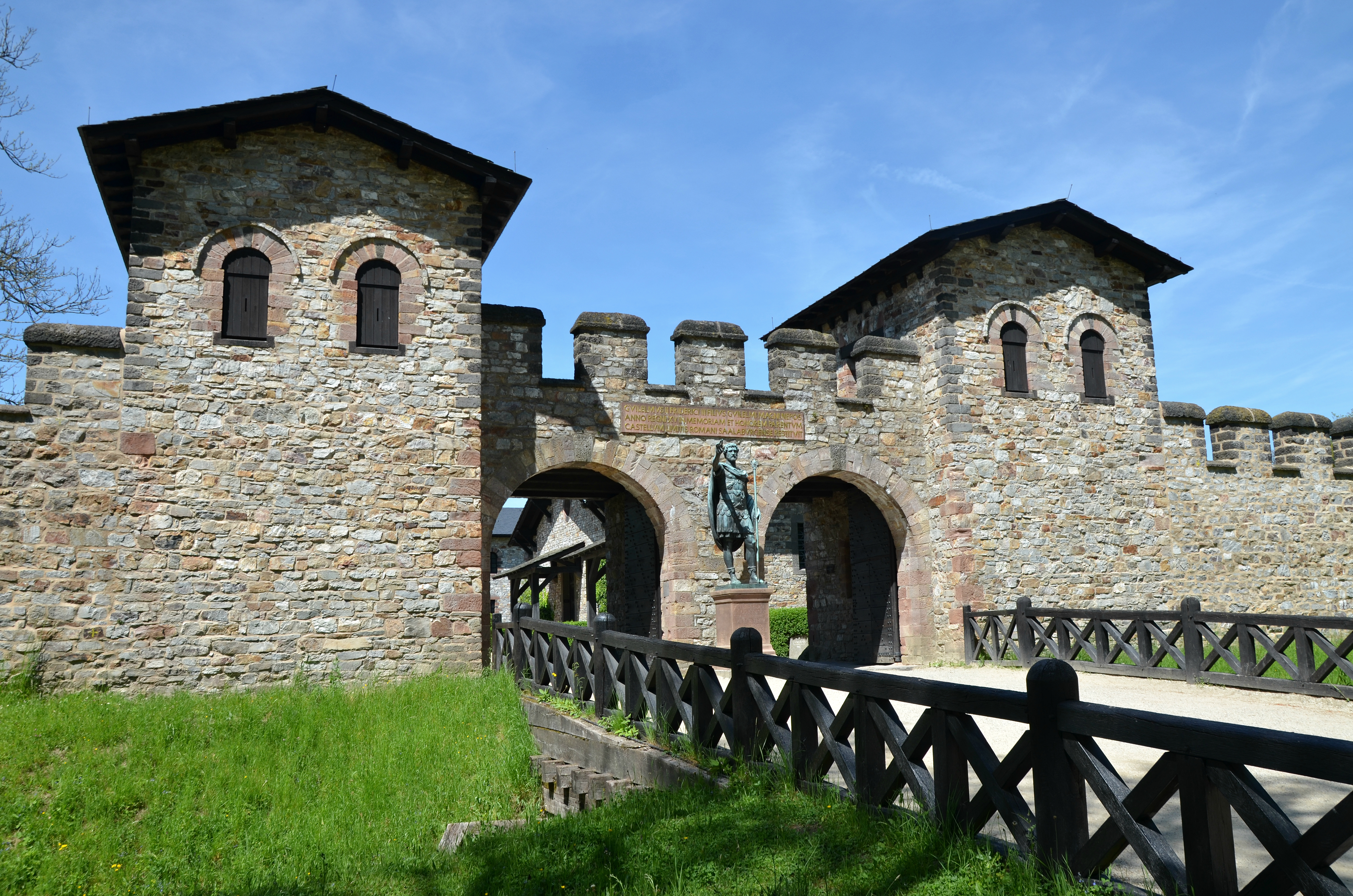
Porta Praetoria w południowej części obozu (Castrum) Saalburg (Kastell Saalburg)

Limes (łac. droga, droga graniczna, później także granica) – systemy rzymskich umocnień granicznych wznoszonych na krańcach imperium szczególnie narażonych na najazdy. Budowla o prawie 550 km długości, mająca swój początek na Renie na północ od Andernach i kończąca się w Eining (obecnie dzielnica miasta Neustadt an der Donau) koło Ratyzbony nad Dunajem, jest największym zabytkiem archeologicznym w Europie Środkowej. W 2005 wał został wpisany na Listę Światowego Dziedzictwa UNESCO.

## Definicja
Termin pochodzi od nazwy drogi rozdzielającej działki ziemi, winnice, pola wyznaczane przez miedzę lub inne oddzielające struktury; oznaczał także drogę w znaczeniu abstrakcyjnym, np. Drogę Mleczną (łac. limes candidus)
Termin Limes nie był używany jeszcze na początku Cesarstwa Rzymskiego do określenia granicy lądowej. Wytyczenie przebiegu Limes rozpoczął cesarz Domicjan, który zlecił wyciąć w gęstych lasach wolny pas ziemi, wznieść na nim system barykad z wytyczeniem tras patrolowych, aby utrudnić najeźdźcom dostęp do posiadłości rzymskich. Na zalecenie cesarza Hadriana skierowane do jego następców rozbudowano umocnienia, co doprowadziło do stopniowego ustalenia stałych granic. Od jego panowania zaczyna kształtować się forma Limes, która jest nam dziś najbardziej znana, z systemem niezliczonych fortyfikacji ustawionych w linii - początkowo zbudowanych tylko z ziemi i drewna, później prawie wyłącznie z kamienia.
Od czasów cesarza Konstantyna I nowo utworzone gałęzie sił zbrojnych, Limitanei (straż graniczna) i Ripenses (straż rzeczna), były związane z Limes.

## Funkcja
Powstała w 1892 Komisja Rzeszy do badania przebiegu Limes na terenach niemieckich (Reichs-Limeskommission) i jej początkowe badania, oraz prace brytyjskich archeologów podczas pierwszych naukowych wykopalisk na Murze Hadriana na początku XX w. nie zmieniły wyobrażeń większości ludzi na temat Limes. Ludzie nadal myśleli o Limes jako o fortyfikacji do wojny okopowej, zwłaszcza do obrony przed barbarzyńcami. W rezultacie przez długi czas toczyła się debata przede wszystkim na temat taktyki obronnej Rzymian: czy żołnierze walczyli z najeźdźcami ze swoich fortów i murów obronnych, czy też konfrontowali się z nimi przed Limes? Romanizacji rdzennej ludności powinna sprzyjać obecność sił okupacyjnych. Dzięki żołnierzom najbardziej odległe zakątki imperium zetknęły się z Rzymem. Ponadto byli katalizatorem, który pozwolił na stworzenie nowego społeczeństwa na pograniczu. Ich cel był przede wszystkim polityczny - stworzenie w miarę stabilnych, skupionych wokół miast samorządów z łaciną jako językiem urzędowym. Na znacznie niższym poziomie był skierowany do elit plemiennych poza i na terenach przygranicznych, aby w dłuższej perspektywie pogodzić je z rzymskim okupantem. Odbywało się to poprzez kontrakty, darowizny finansowe i nadawanie obywatelstwa rzymskiego, a także import towarów i usług. W ten sposób miały nawiązać się jeszcze bliższe więzi kulturowe między Rzymianami a rdzenną ludnością. Nowych poddanych nie należy całkowicie zamieniać w Rzymian, tylko tak, aby identyfikowali się z korzyściami cywilizacji rzymskiej. Ich kluczem do sukcesu nie było brutalne stłumienie początkowego oporu wobec okupacji, ale stopniowa i dobrowolna asymilacja miejscowej ludności w system społeczny oparty na zamożności i władzy oligarchicznej. Sprzeciw wobec Rzymu był często przezwyciężany lub przynajmniej łagodzony przez zachęty finansowe i ekonomiczne dla podbitych elit oraz możliwości awansu w armii lub administracji cesarskiej. Prowincje wydały więc wielu centurionów, prokuratorów, senatorów, namiestników, pretorianów i cesarzy. W strefie przygranicznej pragnienie działania elit było skierowane na wzrost dobrobytu. Po drugiej stronie granicy dyplomacja rzymska koncentrowała się na instalowaniu proromańskich władców w hierarchiach plemiennych.
Dziś większość ekspertów postrzega Limes przede wszystkim jako demograficzną i ekonomiczną linię kontrolną, która służyła również do zademonstrowania rzymskich umiejętności budowlanych i inżynieryjnych. Przy pomocy barier rzymska administracja była w stanie w czasach pokoju kierować przepływ handlu i ludności do wyznaczonych przejść granicznych. Umożliwiło to imperium monitorowanie handlu w prowincjach, interwencję w razie potrzeby, a przede wszystkim nakładanie ceł. Z drugiej strony można by regulować imigrację całych grup ludności w zależności od potrzeb.

## Budowa umocnień
Klęska w bitwie w Lesie Teutoburskim skłoniła cesarza rzymskiego Oktawiana do wycofania się na lewy brzeg Renu i rezygnacji z dalszych podbojów ziem położonych na prawym brzegu Renu. Jednocześnie podjęto decyzję o lepszym zabezpieczeniu granic imperium.
W początkowej fazie około 100 r.n.e. fortyfikacje składały się jedynie z plecionych płotów, na których w odstępach od kilkuset metrów do dwóch kilometrów wzniesiono drewniane wieże obserwacyjne. Około 30 lat później wzniesiono ciągłą drewnianą palisadę wysoką na ok. 10 m z bali drewnianych, a kolejne 40 lat później powoli niszczejące drewniane wieże zastąpiono bardziej stabilnymi wieżami kamiennymi. Trójpoziomowe wieże o wysokości 8 - 10 m stawiano najczęściej na planie kwadratu 5 x 5 m. Wejście do nich znajdowało się na drugim poziomie. Parter bez otworów stanowił prawdopodobnie miejsce na składowanie różnych materiałów.
Pod koniec II w. n.e. mury palisadowe w części górnogermańskiej wzmocniono wałem z fosą od frontu, a w części południowej biegnącej od Lorch do Dunaju wzniesiono mury kamienne o gubości ok. 1,0 m i wysokości ok. 2,5 - 3,0 m, w których znajdowały się wieże strażnicze. Wzdłuż granicy ustawiono łącznie 900 wież strażniczych, obsługiwanych przez maksymalnie ośmiu ludzi. Załoga wież ustawionych w zasięgu wzroku miała za zadanie obserwować ewentualne wtargnięcia na wczesnym etapie i zgłaszać je za pomocą sygnałów dymnych. Na zapleczu granicy zbudowano 120 mniejszych fortec (castella), będących garnizonem dla żołnierzy jednostek pogranicza w odstępach kilkukilometrowych.
Były to tak zwane oddziały pomocnicze liczące kilkaset ludzi, które w razie niebezpieczeństwa mogły zostać natychmiast użyte. W przypadku większych ataków w każdej chwili można było wezwać wojska z ufortyfikowanych obozów legionowych w Moguncji, Strasburgu i Ratyzbonie. Ufortyfikowane obozy, każdy z załogą liczącą od około 600 ludzi do kilku tysięcy, stanowiły trzon sił wojskowych Limes. Czasami ponad połowa z 30 legionów, którymi Rzym dysponował do obrony swoich granic, stacjonowała w kamiennych fortach Germanii.
System tych umocnień spełniał swą rolę głównie w I–IV w., miejscowo jeszcze w V stuleciu oparty na naturalnych przeszkodach: wielkich rzekach jak Ren czy Dunaj – broniony był przez umocnione castra obsadzone załogami przez żołnierzy stacjonujących w pobliżu legionów w sile od kilkunastu do kilkudziesięciu tysięcy ludzi.
Duże obozy (castra) uzupełniane były fortecami castella oraz wznoszonymi w regularnych odległościach wieżami (burgi). Na terenach pozbawionych naturalnych przeszkód wznoszono kamienne mury, wały ziemne, fosy i częstokoły, łącząc punkty strażnicze w ciąg umocnień.
Szczególne formy instalacji wojskowych na granicach cesarstwa rzymskiego to m.in. tak zwane fossatum w Afryce Północnej (Fossatum Africae). W prowincji Mauretania Tingitana podstawowym elementem umocnień granicznych był głęboki rów (fossa).
Za wyjątkowe można również uznać przypadki budowy systemów służących obronie i wczesnemu ostrzeganiu daleko poza rzeczywistymi granicami Imperium Romanum, np. w południowo-zachodniej części Krymu (starożytna Tauryda). Oddziały rzymskie pochodzące z prowincji Mezja Dolna (Moesia Inferior) wzniosły tam forty (castella) oraz wieże obserwacyjne otoczone murem i fosą (burgi). Taki system złożony z kilku wież i najprawdopodobniej jednego fortu rzymskie wojsko wybudowało na granicach Chersonezu Taurydzkiego. Było to wówczas niezależne miasto-państwo (polis) sprzymierzone z Rzymem. W latach 2000–2007 ekspedycja Instytutu Archeologii Uniwersytetu Warszawskiego odsłoniła na peryferiach współczesnego Sewastopola pozostałości dwóch wież datowanych na II–III wiek n.e. Trwają poszukiwania kolejnych elementów tego systemu umocnień.

## Skutki Limes po obu stronach
Dla regionów oddzielonych Limes od Cesarstwa Rzymskiego stał się barierą dla kultury i dobrobytu. W rzymskich prowincjach Germanii z biegiem czasu rozwinęła się doskonała infrastruktura; Metody uprawy, techniki budowlane i standardy higieniczne uległy poprawie. Życie codzienne ludności germańskiej zostało ukształtowane i zmienione przez zdobycze cywilizacji rzymskiej. Ponadto siła nabywcza żołnierzy stacjonujących na granicy przyniosła miejscowej ludności bezprecedensowy dobrobyt.
Po drugiej stronie Limes ludność germańska nie mogła korzystać z pozytywnych wpływów kultury rzymskiej. Chociaż wymieniła z Rzymianami część towarów, nie przyjęła ich sposobu życia. Nie zmieniły się również metody uprawy, hodowla zwierząt i budownictwo. Chociaż język i kultura zostały zachowane, standard życia nigdy nie mógł być dostosowany do poziomu Rzymian. Ogólnie rzecz biorąc, Limes oddzielał bogaty, rozwinięty region od biedniejszego, peryferyjnego regionu.

## Upadek znaczenia Limes
Różnice ekonomiczne w naturalny sposób wzbudziły pragnienia po słabo rozwiniętej stronie Limes. Na początku III w. nasiliły się najazdy germańskie. Jak na ironię, wielu germańskich wojowników było nawet szkolonych przez armię rzymską, ale zdobytą wiedzę wykorzystywali do własnych celów. W 233 r.n.e. duża część wojsk rzymskich w prowincjach naddunajskich została wycofana na wojnę z Persami. Z powodu braku siły nabywczej stacjonujących poprzednio żołnierzy nastąpił upadek gospodarczy prowincji germańskich. Populacja drzew na budowę palisad została zdziesiątkowana w poprzednich dziesięcioleciach do tego stopnia, że zaopatrzenie ludności w drewno nie było już możliwe.
W połowie III w. spory wewnętrzne i szybko zmieniający się władcy rzymscy zaostrzyli kryzys w Germanii. Żołnierze ginęli w rzymskich wojnach domowych, rekrutowani najemnicy „płacili” sobie grabieżą.
Ludy germańskie przeniknęły w głąb Galii, Hiszpanii i Italii. Pierwsza inwazja germańskich najeźdźców mogła zostać odparta tylko z trudem. W międzyczasie region Limes zamienił się w coś w rodzaju ziemi niczyjej, na której zaczęły osiedlać się plemiona germańskie. Potencjał militarny do zabezpieczenia granic z czasem całkowicie zanikł.
W 274 r.n.e. cesarz rzymski Aurelian ostatecznie opuścił Limes, a granicę wojskową przesunął z powrotem na Ren. Zachowały się pozostałości po obiektach, jednak z czasem ludność zapomniała o funkcji budynków i przebiegu Limes.
Dopiero pod koniec XIX w. przebieg Limes został dokładnie zbadany przez nowo utworzoną Komisję Reich Limes. W międzyczasie liczne forty, wieże strażnicze i wały zostały zrekonstruowane zgodnie z oryginałem.
Najważniejsze rzymskie limites to:
- limes Germaniae i limes Raetiae tworzące razem Limes Górnogermańsko-Retycki
- Wał Hadriana
- Wał Antonina

Poza nimi umocniono także:
- pogranicze wschodnie od Zatoki Akaba po rzekę Tygrys, dla obrony przed napaściami ze strony Partów, a później Persów;
- bagienne tereny zamykające od południa obszar senackiej prowincji Afryki Prokonsularnej (na obszarze dzisiejszej Tunezji), zwanej „spichlerzem Rzymu”, wobec zagrożenia jej najazdami koczowników pustynnych.